# Mondō
Mondō (język japoński); oryginalnie z języka chińskiego wenda (chiń. trad. 問答; pinyin wèndá; kor. mundap; wiet. vấn đáp; dosłownie „pytanie-odpowiedź”) – praktyka stosowana w buddyzmie zen / chan, w postaci dialogu, rozmowy, serii pytań i odpowiedzi. Dyskutowana kwestia (np. dotycząca praktyki religijnej) nie jest rozważana w sposób logiczny lub teoretyczny. Zamiast tego odpowiedź nauczyciela ma postać wyrażenia logicznie sprzecznego, naruszającego obyczaje, performatywnego lub wręcz bezsłownego gestu. Odpowiedź omija logikę i teorię, a ma spowodować reakcję płynącą intuicyjnego rozumienia ucznia. Celem nie jest pogłębienie teoretycznego rozumienia problemu przez ucznia, lecz spowodowanie jego obudzenia.
Zazwyczaj to uczeń zadaje pytanie, ale praktyka ta może być także stosowane przez mistrzów do badania stopnia rozwoju duchowego praktykującego chan/zen. Za czasów dynastii Song w klasztorach byli wyznaczani specjalni mnisi, których rolą było zadawanie pytań nauczycielom w imieniu sanghi, co przekształcało praktykę wenda w rodzaj sformalizowanego rytuału.
Zapisy nauczania mistrzów chan – yulu – często mają osobną sekcję poświęconą wenda; stanowią one istotną część spisów koanów (gong’anów), a nierzadko tekstów koanów używa się do praktykowania mondō/wenda.
Z praktyki tej wywodzi się forma literacka, także zwana mondō lub mondōka. Jest to wiersz-dialog, w którym pierwsza strofa zawiera pytanie nauczyciela, a druga – odpowiedź ucznia, udzieloną w duchu zen. Każda strofa winna składać się maksymalnie z 19 sylab ułożonych w schemacie metrycznym 5-7-7 lub (rzadziej) 5-7-5.